# Primera B de Chile 2000
El Campeonato Nacional «Banco del Estado» de Primera B de Chile 2000 fue la 50° edición de la segunda categoría del fútbol profesional de Chile, correspondiente a la temporada 2000. Se jugó desde el 25 de marzo hasta el 3 de diciembre de 2000.
En el torneo participaron 16 equipos, que jugaron en 2 fases, la primera en cuatro grupos y la segunda en un sistema de todos-contra-todos en dos ruedas.
El campeón del torneo fue Unión San Felipe, que consiguió el ascenso a Primera División, junto al subcampeón Rangers de Talca.
Para esta edición del torneo volvió a participar Deportes Temuco, luego del receso al que entró en enero de 1999 a causa de la insolvencia decretada a su respecto.

## Movimientos divisionales
| Pos | a Primera División 2000                   |
| --- | ----------------------------------------- |
| 1º  | Unión Española (Campeón)                  |
| 2º  | Santiago Wanderers                        |
| 3º  | Everton (Liguilla de Promoción)           |
| 4º  | Provincial Osorno (Liguilla de Promoción) |

| Pos | desde Tercera División de Chile 1999 |
| --- | ------------------------------------ |
| 1º  | Deportes Talcahuano                  |

| Pos | Regresa a la Competencia. |
| --- | ------------------------- |
| 1º  | Deportes Temuco           |

| Pos | Descendido desde Primera División 1999   |
| --- | ---------------------------------------- |
| 1º  | Cobresal (Liguilla de Promoción)         |
| 2º  | Deportes Iquique (Liguilla de Promoción) |
| 3º  | Rangers                                  |
| 4º  | Deportes La Serena                       |

| Pos | Descendido a Tercera División de Chile 2000 |
| --- | ------------------------------------------- |
| 1º  | Colchagua                                   |

## Equipos participantes
| Equipo                                                                           | Ciudad                          |
| -------------------------------------------------------------------------------- | ------------------------------- |
| Cobresal                                                                         | El Salvador                     |
| Archivo:600px 600px bisection vertical White HEX-0033CC.svg Deportes Antofagasta | Antofagasta                     |
| Deportes Arica                                                                   | Arica                           |
| Deportes Iquique                                                                 | Iquique                         |
| Deportes La Serena                                                               | La Serena                       |
| Deportes Linares                                                                 | Linares                         |
| Deportes Melipilla                                                               | Melipilla                       |
| Deportes Ovalle                                                                  | Ovalle                          |
| Deportes Talcahuano                                                              | Talcahuano                      |
| Deportes Temuco                                                                  | Temuco                          |
| Fernández Vial                                                                   | Concepción                      |
| Magallanes                                                                       | San Bernardo, Santiago de Chile |
| Ñublense                                                                         | Chillán                         |
| Rangers                                                                          | Talca                           |
| Unión San Felipe                                                                 | San Felipe                      |
| Universidad de Concepción                                                        | Concepción                      |

## Primera fase
En esta fase, los 16 equipos se dividieron en cuatro grupos por su ubicación geográfica, cuyo puntaje obtenido se divide por 2, para obtener el puntaje con el que arrancarán en la Segunda Fase.

### Grupo 1
| Pos | Equipo               | PJ | PG | PE | PP | GF | GC | Dif | Pts |
| --- | -------------------- | -- | -- | -- | -- | -- | -- | --- | --- |
| 1   | Deportes Arica       | 6  | 4  | 1  | 1  | 7  | 7  | 0   | 13  |
| 2   | Cobresal             | 6  | 3  | 1  | 2  | 9  | 8  | 1   | 10  |
| 3   | Deportes Antofagasta | 6  | 2  | 1  | 3  | 12 | 8  | 4   | 7   |
| 4   | Deportes Iquique     | 6  | 1  | 1  | 4  | 3  | 8  | -5  | 4   |

### Grupo 2
| Pos | Equipo             | PJ | PG | PE | PP | GF | GC | Dif | Pts |
| --- | ------------------ | -- | -- | -- | -- | -- | -- | --- | --- |
| 1   | Unión San Felipe   | 6  | 4  | 2  | 0  | 13 | 3  | 10  | 14  |
| 2   | Magallanes         | 6  | 2  | 2  | 2  | 11 | 10 | 1   | 8   |
| 3   | Deportes Ovalle    | 6  | 1  | 3  | 2  | 6  | 8  | -2  | 6   |
| 4   | Deportes La Serena | 6  | 0  | 3  | 3  | 4  | 13 | -9  | 3   |

### Grupo 3
| Pos | Equipo             | PJ | PG | PE | PP | GF | GC | Dif | Pts |
| --- | ------------------ | -- | -- | -- | -- | -- | -- | --- | --- |
| 1   | Deportes Melipilla | 6  | 4  | 2  | 0  | 10 | 2  | 8   | 14  |
| 2   | Deportes Linares   | 6  | 1  | 4  | 1  | 6  | 7  | -1  | 7   |
| 3   | Rangers            | 6  | 1  | 3  | 2  | 9  | 11 | -2  | 6   |
| 4   | Ñublense           | 6  | 1  | 1  | 4  | 6  | 11 | -5  | 4   |

### Grupo 4
| Pos | Equipo                    | PJ | PG | PE | PP | GF | GC | Dif | Pts |
| --- | ------------------------- | -- | -- | -- | -- | -- | -- | --- | --- |
| 1   | Deportes Talcahuano       | 6  | 4  | 1  | 1  | 9  | 4  | 5   | 13  |
| 2   | Fernández Vial            | 6  | 3  | 1  | 2  | 9  | 6  | 3   | 10  |
| 3   | Universidad de Concepción | 6  | 2  | 1  | 3  | 4  | 6  | -2  | 7   |
| 4   | Deportes Temuco           | 6  | 1  | 1  | 4  | 4  | 10 | -6  | 4   |

## Segunda fase
En esta fase, los 16 clubes jugaron dos rondas en un sistema de todos-contra-todos, teniendo como puntaje de inicio los puntos que recibieron de bonificación, por su puntaje en la Fase Zonal.
| Pos | Equipo                    | PJ | PG | PE | PP | GF | GC | Dif | Bonif | Pts |
| --- | ------------------------- | -- | -- | -- | -- | -- | -- | --- | ----- | --- |
| 1   | Unión San Felipe          | 30 | 14 | 10 | 6  | 42 | 32 | 10  | 7     | 59  |
| 2   | Rangers                   | 30 | 16 | 7  | 7  | 54 | 31 | 23  | 3     | 58  |
| 3   | Deportes Talcahuano       | 30 | 13 | 9  | 8  | 43 | 41 | 2   | 7     | 55  |
| 4   | Fernández Vial            | 30 | 13 | 9  | 8  | 47 | 34 | 13  | 5     | 53  |
| 5   | Deportes Antofagasta      | 30 | 14 | 7  | 9  | 41 | 32 | 9   | 4     | 53  |
| 6   | Deportes Melipilla        | 30 | 11 | 9  | 10 | 42 | 43 | -1  | 7     | 49  |
| 7   | Deportes Ovalle           | 30 | 12 | 9  | 9  | 49 | 33 | 16  | 3     | 48  |
| 8   | Cobresal                  | 30 | 12 | 6  | 12 | 44 | 51 | 7   | 5     | 47  |
| 9   | Deportes Arica            | 30 | 9  | 10 | 11 | 41 | 45 | -4  | 7     | 44  |
| 10  | Universidad de Concepción | 30 | 11 | 5  | 14 | 34 | 42 | -8  | 4     | 42  |
| 11  | Deportes Iquique          | 30 | 12 | 4  | 14 | 44 | 53 | -9  | 2     | 42  |
| 12  | Deportes Linares          | 30 | 10 | 7  | 13 | 48 | 45 | 3   | 4     | 41  |
| 13  | Deportes Temuco           | 30 | 9  | 12 | 9  | 38 | 36 | 2   | 2     | 41  |
| 14  | Magallanes                | 30 | 7  | 10 | 13 | 36 | 50 | -14 | 4     | 35  |
| 15  | Deportes La Serena        | 30 | 7  | 10 | 13 | 37 | 44 | -7  | 2     | 33  |
| 16  | Ñublense                  | 30 | 3  | 10 | 17 | 32 | 60 | -28 | 2     | 21  |

PJ=Partidos jugados; PG=Partidos ganados; PE=Partidos empatados; PP=Partidos perdidos; GF=Goles a favor; GC=Goles en contra; Dif=Diferencia de gol; Pts=Puntos; Bonif = Puntos de bonificación
|  | Campeón. Asciende a Primera División.    |
|  | Subcampeón. Asciende a Primera División. |
|  | Desciende a la Tercera División.         |

## Campeón
El campeón del torneo fue Unión San Felipe, equipo que venía de realizar malas campañas en la segunda categoría, habiendo esquivado milagrosamente el descenso a tercera división en la temporada anterior. Para este torneo, de la mano del entrenador Raúl Toro, el cuadro de San Felipe lograría una histórica campaña, en la que se mantuvieron invictos de local durante todo el torneo, y de manera absoluta durante una racha de 30 partidos.

| Bandera de Chile            |
| Campeón Unión San Felipe    |
| Asciende a Primera División |